# فرودگاه کانتی یوبا
فرودگاه کانتی یوبا  (به انگلیسی: Yuba County Airport) یک فرودگاه همگانی با کد یاتا KMYV است که یک باند فرود آسفالت دارد و طول باند آن ۱۸۳۱ متر است. این فرودگاه در شهر شهرستان یوبا کشور ایالات متحده آمریکا قرار دارد و در ارتفاع ۱۹ متری از سطح دریا واقع شده است.